# Ишон
Ишон (дари ايشان), также известен как Эйшан — кишлак на северо-востоке Афганистана, в вилаяте (провинции) Бадахшан. Входит в состав района Вахан.

## Географическое положение
Ишон расположен на северо-востоке Бадахшана, в высокогорной местности, на левом берегу реки Пяндж, вблизи места впадения в неё малой реки Дарайи-Ишон, на расстоянии приблизительно 178 километров к востоку от города Файзабада, административного центра вилаята. Абсолютная высота — 2788 метров над уровнем моря. Ближайшие населённые пункты — кишлак Госхон (выше по течению Пянджа), кишлак Калайи-Пяндж (ниже по течению Пянджа).

## Население
В национальном составе преобладают ваханцы.